# سولجا بوي تل إم
سولجا بوي (Soulja Boy) أو كما يعرف بلقبه سولجا بوي تِ'ليم (Soulja Boy Tell 'Em) هو دي أندريه كورتيز وَي (DeAndre Cortez Way) هو مغني راب أمريكي من مواليد شيكاغو، إلينوي 28 يوليو 1990م.

## الطفولة والشباب
ولد في شيكاغو، وانتقل إلى اتلانتا في السادسة حينها أصبح مهتما بموسيقى الراب ، انتقل إلى في ولاية بتسفيل مسيسبي مع والده، الذي أهدى له إستديو تسجيل ليكتشف طموحه الموسيقى. في العام 2005 قام بوضع أول أغنية له على موقع SoundClick و قد نالت انتقادات إيجابية، في مارس 2007 سجل أغنية "Crank That" وصدرت بأول ألبوم مستقل له بعنوان Unsigned & Still Major: Da Album Before da Album كما قام بتصوير فيديو كليب منخفض الميزانية يظهر فيه رقصة Crank That.

## ألبوماته
- Unsigned & Still Major: Da Album Before da Album أنسايند آند ستل ميجور، 2007
- Souljaboytellem.com، سولجا بوي تيليم.كوم، 2007
- iSouljaBoy، آي سولجا بوي، 2008.

## روابط خارجية
- سولجا بوي تل إم على موقع IMDb (الإنجليزية)
- سولجا بوي تل إم على موقع روتن توميتوز (الإنجليزية)
- سولجا بوي تل إم على موقع ألو سيني (الفرنسية)
- سولجا بوي تل إم على موقع ميوزك برينز (الإنجليزية)
- سولجا بوي تل إم على موقع رولينغ ستون (الإنجليزية)
- سولجا بوي تل إم على موقع أول موفي (الإنجليزية)
- سولجا بوي تل إم على موقع إن إن دي بي (الإنجليزية)
- سولجا بوي تل إم على موقع أول ميوزيك (الإنجليزية)
- سولجا بوي تل إم على موقع أول ميوزيك (الإنجليزية)
- سولجا بوي تل إم على موقع ديسكوغز (الإنجليزية)
- سولجا بوي تل إم على موقع ديسكوغز (الإنجليزية)